# Igor Žabić
Igor Žabić (Celje, 15 de agosto de 1992) es un jugador de balonmano esloveno que juega de pívot. Es internacional con la selección de balonmano de Eslovenia.

## Palmarés

### Celje
- Liga de balonmano de Eslovenia (1): 2014
- Copa de Eslovenia de balonmano (3): 2012, 2013, 2014

### Sporting CP
- Liga de Portugal de balonmano (1): 2017

### Kadetten Schaffhausen
- Liga de Suiza de balonmano (1): 2023

## Clubes
- RK Celje (2011-2014)
- RK Maribor Branik (2014-2015)
- Śląsk Wrocław (2015)
- Orosházi FKSE (2016)
- Sporting CP (2016-2017)
- Orlen Wisła Płock (2017-2020)
- Limoges Hand 87 (2020-2022)
- Kadetten Schaffhausen (2022-2023)
- AEK Atenas (2023-2024)
- RK Celje (2024)